# 북주 명제
주 세종 명황제 우문육(周 世宗 明皇帝 宇文毓, 534년 ~ 560년 5월 30일(음력 4월 20일))은 중국 남북조 시대 북주의 제2대 황제이다. 우문태(宇文泰)의 서장자로 아명은 통만돌(統萬突)로 불리는데 이것은 534년에 우문태가 하주의 통만성에 머물렀을 때 출생했던 것에 유래한다. 효민제를 살해한 우문호에 의해 즉위하지만 결국 우문호에게 독살당했다.

## 생애
534년에 서위의 권력자 우문태의 서장자로 태어났다. 548년에 영도군공(寧都郡公)으로 책봉되었다. 556년에 대장군이 되어 농서 지방을 방어•통치했다. 이복 동생 우문각이 황제로 즉위했을 때 주국(柱國)으로 임명되었고 기주자사가 되었다. 사촌 형인 진공 우문호가 효민제를 폐한 뒤 우문육을 새 황제로 맞이하려 했으나 우문육은 고향에 머물러 제위를 고사했다. 군신들의 상소로 황제의 어가를 준비하여 맞이하려 했으나 우문육은 더욱 고사했다. 그러나 군신들의 거듭된 요청으로 받아들였고 우문육은 천왕(天王)으로 즉위했으며 557년에 동생인 대장군 우문옹을 주국으로 삼은 뒤 국가 체제를 갖췄다.
558년에 재상 우문호는 태사(太師)가 되었고 독고씨(獨孤氏)를 왕후로 세웠다. 559년에 옹주자사(雍州刺史)를 옹주목(雍州牧)으로, 경조군수(京兆郡守)를 경조윤(京兆尹)으로 개칭하였다. 북위가 낙양에 천도한 이후부터 살던 하남의 백성과 북주가 관중에 도성을 건설한 이후에 관중에 거주하는 사람들을 경조인(京兆人)으로 부르기로 하고 중원의 강력한 국가를 만들려고 태사 우문호를 옹주목으로 임명하였고 통치 체제의 강화를 도모했다. 그 해에는 에프탈과 돌궐의 사신이 내조하고 조공을 하였다.
진나라군이 침공해 왔을 때는 스스로 갑옷을 착용하여 태백산(太白山)의 동쪽에서 요격하였다. 이어서 토욕혼이 침공을 하자 이것은 대사마(大司馬) 하란상(賀蘭祥)이 군대를 이끌고 요격하였다.
주력(周暦)을 만들었다. 주국인 보성공(輔城公) 우문옹을 대사공으로 임명하였다. 서위 시대에 죄를 지었을 경우엔 처벌하지 않았고 이후 계속 죄를 지었다는 사실이 밝혀질 경우는 법으로 처벌하도록 칙령을 내렸다.
하란상은 요양(洮陽)과 홍화(洪和)를 공격하였고 토욕혼은 병력의 열세로 도망을 갔다. 서역의 고창국(高昌國)에서 사신이 내조했고 조공하였다.
심하게 장마가 일어나자 공경, 경, 대부, 선비뿐 아니라 각지의 주목, 군수, 백성에 이르기까지 직접 상주문을 올렸고 이를 해결하도록 명하는 칙령을 내렸다. 재해가 일어난 곳에 관리를 각지에 파견하였다. 그리고 우문태가 하주(夏州)에 병력을 이끌고 정복했을 때 전사한 유족에게 금전이나 비단을 주었듯이 재난으로 처자를 잃은 자에는 마찬가지로 금전이나 비단을 주는 칙령을 내렸다. 이 때 천왕에서 황제로 즉위하여 아버지 우문태를 문황제로 추존했다. 또 연호를 무성(武成)으로 개원했다.
560년에 돌궐이 사신을 보내자 군신과 함께 사신을 맞이하였다.
우문호는 명제가 현명하고 식견이 있는 뛰어난 군주인것을 알아채고 이를 두려워하였고 요리사에게 독약이 든 떡을 올리게 하여 황제를 독살하려고 했다. 명제는 이것을 알아채고는 일부러 먹었다. 그가 죽기 직전에 말하였다.
"생사는 필연이다. 나는 부덕하였지만 독서를 했고 성인과 현인들과 논의를 하여 민심을 알려고 노력했으나 아직도 알지 못한 것도 있다. 군신들이 아버지인 태조 우문태를 모시고 일해 준 것을 감사하고 있다. 나는 재위한지 4년이 지났지만 아직 천하를 통일하지 못한 것이 유감이다. 모두 협력하여 태조황제의 유지를 완수하기를 바란다. 그리고 나의 자식들은 아직 어려서 나라를 다스리는 소임에는 부족하다. 나의 동생인 우문옹은 너그럽고 인정이 많고 도량이 크다. 우문옹을 지지하여 천하를 차지하기를 바란다."라고 유언을 하였고 27세의 젊은 나이로 죽었다.
우문육은 관대한 성격으로 인정 많고 도량이 컸고 친족을 아낀 동생이였던 우문옹과 특히 사이가 좋았다. 어려서부터 학문을 좋아했고 많은 책을 읽었다. 글을 짓는 것을 장려하였고 시문에도 발휘하였다. 즉위한 이후에는 학자 80명 이상을 불러서 북주의 역사서를 간행하였다. 자신도 많은 책을 수집하였고 10권의 저작을 남겼다.

## 가족 관계

### 조부모와 부모
- 조부 : 덕황제(德皇帝) 우문 굉(宇文 肱)
- 조모 : 명덕황후(明德皇后) 왕씨(王氏)
- 부친 : 태조(太祖) 문황제(文皇帝) 우문 태(宇文 泰)
- 모친 : 부인(夫人) 요씨(姚氏)

### 후비
| 봉호           | 시호               | 이름(성씨)     | 별칭  | 재위년도      | 생몰년도  | 국구(장인/장모)                                         | 능묘       | 비고  |
| -------------- | ------------------ | -------------- | ----- | ------------- | --------- | ------------------------------------------------------- | ---------- | ----- |
| 천왕후(天王后) | 명경황후(明敬皇后) | 독고씨(獨孤氏) | [ 1 ] | 557년 ~ 558년 | ? ~ 558년 | 위국여공(衞國戾公) 독고신(獨孤信) 부인(夫人) 곽씨(郭氏) | 소릉(昭陵) | [ 2 ] |
| 비(妃)         |                    | 서씨(徐氏)     |       |               |           |                                                         |            |       |

### 황자
| - | 봉호       | 시호   | 이름             | 생몰년도      | 생모 | 별칭  | 비고 |
| - | ---------- | ------ | ---------------- | ------------- | ---- | ----- | ---- |
| 1 | 필왕(畢王) | 랄(剌) | 우문 현(宇文 賢) | 559년 ~ 580년 | 서비 | [ 3 ] |      |
| 2 | 풍왕(酆王) |        | 우문 정(宇文 貞) | ? ~ 581년     |      | [ 4 ] |      |
| 3 | 송왕(宋王) |        | 우문 실(宇文 實) | ? ~ 581년     |      | [ 5 ] |      |

### 황녀
| - | 봉호               | 이름 | 생몰년도 | 생모 | 부마                              | 별칭 | 비고 |
| - | ------------------ | ---- | -------- | ---- | --------------------------------- | ---- | ---- |
| 1 | 하남공주(河南公主) |      |          |      | 울지경(尉遲敬)                    |      |      |
| 2 | 공주(公主)         |      |          |      | 박릉군공(博陵郡公) 하란사(賀蘭師) |      |      |

## 기년
| 명제        | 원년       | 2년        | 3년             | 4년        |
| ----------- | ---------- | ---------- | --------------- | ---------- |
| 서력 (西曆) | 557년      | 558년      | 559년           | 560년      |
| 간지 (干支) | 정축(丁丑) | 무인(戊寅) | 기묘(己卯)      | 경진(庚辰) |
| 연호 (年號) | -          | -          | 무성(武成) 원년 | 2년        |

## 참고 문헌
- 《주서(周書)》
- 《북사(北史)》
- 《자치통감(資治通鑑)》